# Die Piraten vom Jang-Tse-Kiang
Die Piraten vom Jang-Tse-Kiang (Originaltitel: Shanghai Bound) ist ein US-amerikanischer Abenteuerfilm aus dem Jahr 1927 von Luther Reed mit Richard Dix und Mary Brian in den Hauptrollen. Der Stummfilm wurde von Paramount Famous Lasky produziert.

## Handlung
Inmitten des von der Revolution erschütterten Chinas ankert Jim Bucklin, Kapitän des Flussfrachters „Fan Tan“, in Chow Luen, einer Stadt in der Nähe von Shanghai. Die hungernde Bevölkerung hat sich hier gegen die Behörden erhoben. In einem kleinen Café trifft Jim auf die Sängerin Shanghai Rose. 

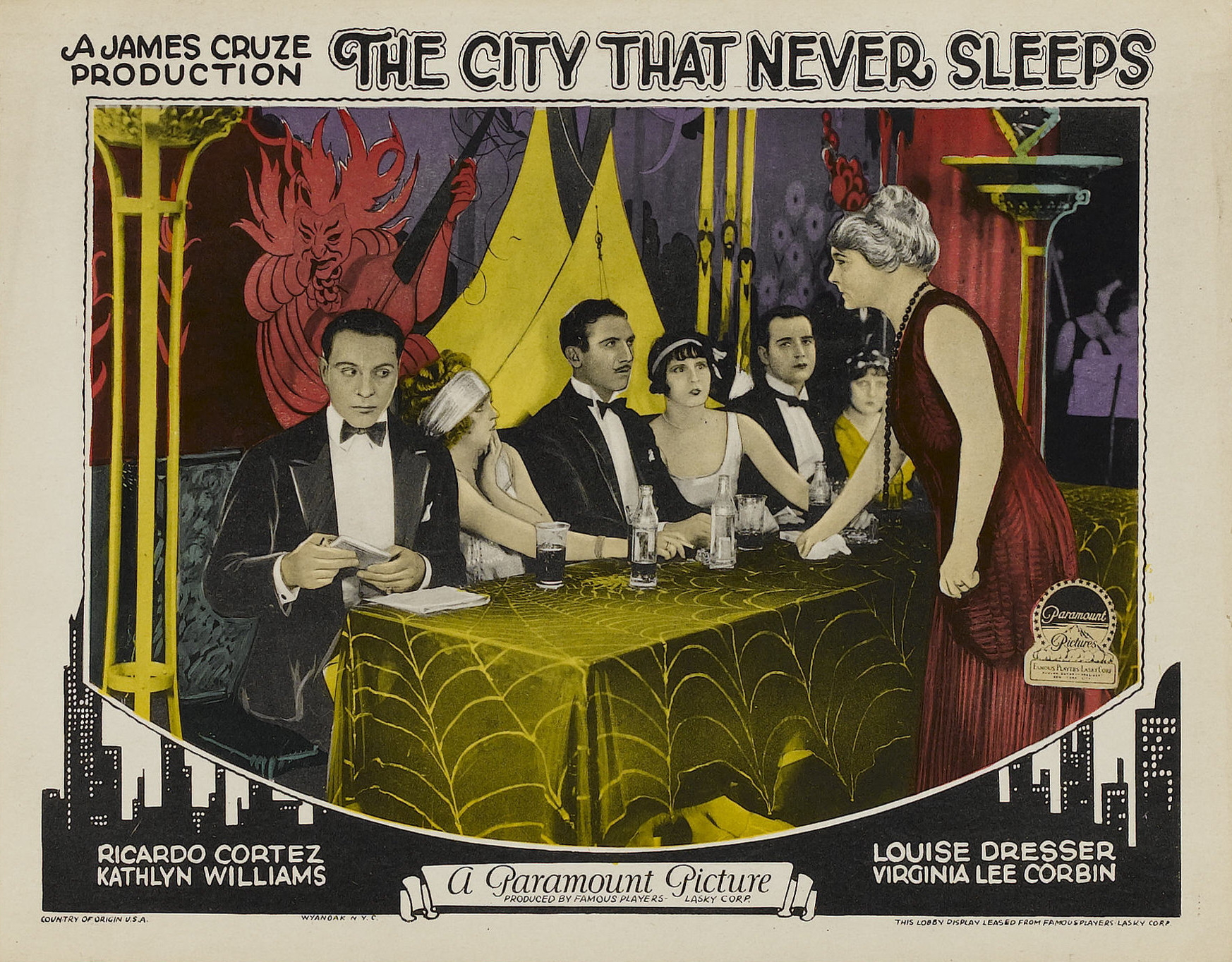
Koloriertes Aushangfoto

Während des Abendessens kommen Louden, der Eigentümer des Schiffes, seine Tochter Sheila, sein Manager Payson und der aristokratische Engländer Algy an und verlangen Essen. Sie werden von einer Bande revolutionärer Banditen unter der Führung des berüchtigten Scarface angegriffen. Jim rettet die Gruppe, führt sie an Bord seines Schiffes und macht sich auf den Weg nach Shanghai. Scarface und seine Männer dürsten nach Rache und greifen das Schiff an. Jim, der keine Mannschaft hat, lässt seine Passagiere arbeiten. Sheila erkennt ihre Liebe zu Jim, als sie glaubt, er sei getötet worden. Schließlich wird die Gruppe von einem Kriegsschiff aufgenommen. Sheila ist glücklich mit Jim vereint, der in Wirklichkeit ein Lieutenant Commander der United States Navy ist.

## Hintergrund
Da keine Kopien der sechs Filmrollen existieren, gilt der Film als verschollen.

## Veröffentlichung
Die Premiere des Films fand am 15. Oktober 1927 statt. In Österreich kam er am 22. Februar 1929 in die Kinos.